# Умджинди (местный муниципалитет)
Умджинди (англ. Umjindi Local Municipality) — бывший местный муниципалитет в районе Эхланзени провинции Мпумаланга, ЮАР. Административный центр располагался в городе Барбертон. В 2016 году муниципалитет был объединен с соседним муниципалитетом Мбомбела в новое образование Город Мбомбела.

## География и достопримечательности
Район Умджинди известен своими геологическими особенностями. Около Барбертона находится древний кратер диаметром 500 км, образовавшийся 3,26 млрд лет назад в результате падения астероида диаметром 37-50 км.

## Девиз
Муниципалитет имел латинский девиз Consilio et labore, что означает:
- «Советом и трудом»[3]
- Или в более свободном переводе: «Мудростью и усердием»[4]

## Демография
По данным переписи 2011 года:
- Общая численность населения: 69,577 человек
- Площадь: 1,745 км²